# پایگاه مک‌موردو
پایگاه مک‌موردو (به انگلیسی: McMurdo Station) یک مرکز پژوهشی متعلق به ایالات متحده آمریکا در جنوبگان است که بر روی زبانه جنوبی جزیره راس واقع در قلمرو وابسته راس که مورد ادعای نیوزیلند است، قرار دارد. این پایگاه پژوهشی به عنوان جزئی از برنامه جنوبگان ایالات متحده آمریکا که شاخه‌ای از بنیاد ملی علوم است، به فعالیت می‌پردازد. این پایگاه بزرگ‌ترین مرکز تجمع در جنوبگان است که می‌تواند پذیرای ۱٬۲۵۸ نفر باشد و به عنوان یکی از سه مرکز علمی ایالات متحده در جنوبگان به خدمت مشغول است. همه افراد و تجهیزات در مسیر رفت یا برگشت به ایستگاه جنوبگان آمونسن - اسکات نخست از پایگاه مک‌موردو می‌گذرد.

## آب‌وهوا
پایگاه مک‌موردو با داشتن میانگین دمای ماهانه زیر صفر در همه ماه‌های سال، دارای اقلیم کلاهک‌های یخی است که در سامانه طبقه‌بندی اقلیمی کوپن با نشان EF مشخص می‌شود. با این حال در گرم‌ترین ماه‌های سال (دسامبر و ژانویه) ممکن است دمای هوا گهگاه از دمای یخبندان فراتر رود. کوهستان ترانس‌آنتراکتیک از رسیدن امواج هوای سرد از درون جنوبگان این محل جلوگیری می‌کند. بنابراین دما به ندرت کمتر از ۴۰- درجه سلسیوس می‌شود.
بالاترین دمای ثبت‌شده در پایگاه مک‌موردو ۱۰٫۵ درجه سلسیوس است که در ۳۰ دسامبر ۲۰۰۱ (میلادی) ثبت شد.
| داده‌های اقلیم پایگاه مک‌موردو (از ۱۹۵۶ تا کنون)                                                                    | داده‌های اقلیم پایگاه مک‌موردو (از ۱۹۵۶ تا کنون) | داده‌های اقلیم پایگاه مک‌موردو (از ۱۹۵۶ تا کنون) | داده‌های اقلیم پایگاه مک‌موردو (از ۱۹۵۶ تا کنون) | داده‌های اقلیم پایگاه مک‌موردو (از ۱۹۵۶ تا کنون) | داده‌های اقلیم پایگاه مک‌موردو (از ۱۹۵۶ تا کنون) | داده‌های اقلیم پایگاه مک‌موردو (از ۱۹۵۶ تا کنون) | داده‌های اقلیم پایگاه مک‌موردو (از ۱۹۵۶ تا کنون) | داده‌های اقلیم پایگاه مک‌موردو (از ۱۹۵۶ تا کنون) | داده‌های اقلیم پایگاه مک‌موردو (از ۱۹۵۶ تا کنون) | داده‌های اقلیم پایگاه مک‌موردو (از ۱۹۵۶ تا کنون) | داده‌های اقلیم پایگاه مک‌موردو (از ۱۹۵۶ تا کنون) | داده‌های اقلیم پایگاه مک‌موردو (از ۱۹۵۶ تا کنون) | داده‌های اقلیم پایگاه مک‌موردو (از ۱۹۵۶ تا کنون) |
| ماه | ژانویه                                         | فوریه                                          | مارس                                           | آوریل                                          | مه                                             | ژوئن                                           | ژوئیه                                          | اوت                                            | سپتامبر                                        | اکتبر                                          | نوامبر                                         | دسامبر                                         | سال                                            |
| --- | ---------------------------------------------- | ---------------------------------------------- | ---------------------------------------------- | ---------------------------------------------- | ---------------------------------------------- | ---------------------------------------------- | ---------------------------------------------- | ---------------------------------------------- | ---------------------------------------------- | ---------------------------------------------- | ---------------------------------------------- | ---------------------------------------------- | ---------------------------------------------- |
| سابقهٔ بیش‌ترین °C (°F)                                                                                             | ۱۰٫۲ (۵۰)                                      | ۵٫۹ (۴۳)                                       | −۱٫۱ (۳۰)                                      | ۰٫۰ (۳۲)                                       | −۱٫۳ (۳۰)                                      | ۳٫۳ (۳۸)                                       | −۴٫۴ (۲۴)                                      | −۲ (۲۸)                                        | −۳٫۷ (۲۵)                                      | ۴٫۵ (۴۰)                                       | ۱۰٫۰ (۵۰)                                      | ۱۰٫۸ (۵۱)                                      | ۱۰٫۸ (۵۱)                                      |
| میانگین بیش‌ترین °C (°F)                                                                                           | −۰٫۶ (۳۱)                                      | −۷٫۳ (۱۹)                                      | −۱۶٫۲ (۳)                                      | −۱۷٫۳ (۱)                                      | −۲۱ (−۶)                                       | −۲۰٫۴ (−۵)                                     | −۲۱٫۷ (−۷)                                     | −۲۲٫۷ (−۹)                                     | −۲۰٫۸ (−۵)                                     | −۱۴٫۳ (۶)                                      | −۶٫۵ (۲۰)                                      | −۰٫۴ (۳۱)                                      | −۱۴٫۲ (۶)                                      |
| میانگین روزانه °C (°F)                                                                                            | −۲٫۸ (۲۷)                                      | −۸٫۸ (۱۶)                                      | −۱۷٫۳ (۱)                                      | −۲۰٫۹ (−۶)                                     | −۲۳٫۳ (−۱۰)                                    | −۲۲٫۹ (−۹)                                     | −۲۵٫۸ (−۱۴)                                    | −۲۷٫۴ (−۱۷)                                    | −۲۵٫۷ (−۱۴)                                    | −۱۹٫۴ (−۳)                                     | −۹٫۷ (۱۵)                                      | −۳٫۵ (۲۶)                                      | −۱۷٫۳ (۱)                                      |
| میانگین کم‌ترین °C (°F)                                                                                            | −۴٫۶ (۲۴)                                      | −۱۱٫۴ (۱۱)                                     | −۲۱٫۳ (−۶)                                     | −۲۳٫۴ (−۱۰)                                    | −۲۶٫۵ (−۱۶)                                    | −۲۶٫۸ (−۱۶)                                    | −۲۸٫۴ (−۱۹)                                    | −۲۹٫۵ (−۲۱)                                    | −۲۷٫۵ (−۱۷)                                    | −۱۹٫۸ (−۴)                                     | −۱۰٫۹ (۱۲)                                     | −۴٫۴ (۲۴)                                      | −۱۹٫۷ (−۳)                                     |
| سابقهٔ کم‌ترین °C (°F)                                                                                              | −۲۲٫۱ (−۸)                                     | −۲۵ (−۱۳)                                      | −۴۳٫۳ (−۴۶)                                    | −۴۱٫۹ (−۴۳)                                    | −۴۴٫۸ (−۴۹)                                    | −۴۳٫۹ (−۴۷)                                    | −۵۰٫۶ (−۵۹)                                    | −۴۹٫۴ (−۵۷)                                    | −۴۵٫۱ (−۴۹)                                    | −۴۰ (−۴۰)                                      | −۲۸٫۵ (−۱۹)                                    | −۱۸ (۰)                                        | −۵۰٫۶ (−۵۹)                                    |
| بارندگی میلی‌متر (اینچ)                                                                                            | ۱۶ (۰٫۶۳)                                      | ۲۹ (۱٫۱۴)                                      | ۱۵ (۰٫۵۹)                                      | ۱۸ (۰٫۷۱)                                      | ۲۱ (۰٫۸۳)                                      | ۲۸ (۱٫۱)                                       | ۱۷ (۰٫۶۷)                                      | ۱۳ (۰٫۵۱)                                      | ۱۰ (۰٫۳۹)                                      | ۲۰ (۰٫۷۹)                                      | ۱۲ (۰٫۴۷)                                      | ۱۴ (۰٫۵۵)                                      | ۲۱۳ (۸٫۳۹)                                     |
| بارش برف سانتی‌متر (اینچ)                                                                                          | ۶٫۶ (۲٫۶)                                      | ۲۲٫۴ (۸٫۸)                                     | ۱۱٫۴ (۴٫۵)                                     | ۱۲٫۷ (۵)                                       | ۱۷٫۰ (۶٫۷)                                     | ۱۷٫۸ (۷)                                       | ۱۴٫۰ (۵٫۵)                                     | ۶٫۶ (۲٫۶)                                      | ۷٫۶ (۳)                                        | ۱۳٫۵ (۵٫۳)                                     | ۸٫۴ (۳٫۳)                                      | ۱۰٫۴ (۴٫۱)                                     | ۱۴۸٫۴ (۵۸٫۴)                                   |
| میانگین روزهای بارندگی (≥ ۱.۰ mm)                                                                                 | ۲٫۶                                            | ۴٫۷                                            | ۳٫۲                                            | ۴٫۵                                            | ۵٫۵                                            | ۵٫۷                                            | ۴٫۷                                            | ۴٫۱                                            | ۳٫۰                                            | ۳٫۲                                            | ۲٫۴                                            | ۲٫۵                                            | ۴۶٫۱                                           |
| میانگین روزهای برفی                                                                                               | ۱۲٫۸                                           | ۱۷٫۶                                           | ۱۷٫۸                                           | ۱۶٫۴                                           | ۱۶٫۲                                           | ۱۵٫۶                                           | ۱۵٫۳                                           | ۱۴٫۵                                           | ۱۳٫۳                                           | ۱۴٫۵                                           | ۱۳٫۵                                           | ۱۳٫۸                                           | ۱۸۱٫۳                                          |
| درصد رطوبت | ۶۶٫۷                                           | ۶۵٫۲                                           | ۶۶٫۶                                           | ۶۶٫۶                                           | ۶۴٫۲                                           | ۶۲٫۴                                           | ۶۰٫۲                                           | ۶۳٫۴                                           | ۵۵٫۸                                           | ۶۱٫۴                                           | ۶۴٫۷                                           | ۶۷٫۰                                           | ۶۳٫۷                                           |
| منبع شماره ۱: Deutscher Wetterdienst (average temperatures)                                                       |                                                |                                                |                                                |                                                |                                                |                                                |                                                |                                                |                                                |                                                |                                                |                                                |                                                |
| منبع شماره ۲: NOAA (precipitation, snowy days, and humidity data 1961–1986), Meteo Climat (record highs and lows) |                                                |                                                |                                                |                                                |                                                |                                                |                                                |                                                |                                                |                                                |                                                |                                                |                                                |